# Berlin-Alt-Hohenschönhausen
Alt-Hohenschönhausen is een stadsdeel in het Berlijnse noordoostelijke district Lichtenberg. Het stadsdeel telt ongeveer 43.000 inwoners en werd in 1920 ingelijfd in Groot-Berlijn.
Tot 2001 vormde het samen met Neu-Hohenschönhausen het district Hohenschönhausen, daarvoor was het tot 1985 een stadsdeel van Bezirk Weißensee.

## Ligging
Alt-Hohenschönhausen bevindt zich in het noordoosten van Berlijn op de Barnim. De toevoeging van Hohen- (hoog) aan de naam dient om het gebied te onderscheiden van het lager gelegen Niederschönhausen. De hoogste punten in het stadsdeel zijn de Lindwerderberg aan de Obersee en de Fuchsberg. De Obersee en de naastgelegen Orankesee zijn de enige grotere plassen in het stadsdeel.
De grenzen van Alt-Hohenschönhausen volgen hoofdzakelijk de bestaande straten en sporen. In het zuiden vormt de Landsberger Allee de grens met Lichtenberg. De oostelijke grens naar Marzahn (Bezirk Marzahn-Hellersdorf) wordt door de Berliner Außenring gevormd. De noordelijke grens naar Neu-Hohenschönhausen wordt door de Arnimstraße, Rüdickengraben en de noordelijke bebouwingsgrens aan de Bitburger Straße gevormd. In het westen grenst het stadsdeel Weißensee (Bezirk Pankow) aan. De grens verloopt eerst langs de Perler Straße, het tracé van de stilgelegde Industriebahn Tegel–Friedrichsfelde en verder over de Suermondtstraße. Vanaf daar voert ze verder over het Orankestrand en Orankeweg naar de Indira-Gandhi-Straße en deze alsmede de Weißenseer Weg volgend terug tot de Landsberger Allee. In het zuidwesten grenst Fennpfuhl aan Alt-Hohenschönhausen.

## Geschiedenis
Hohenschönhausen werd aangelegd als een typisch straatdorp. De nederzetting van het dorp begon in de eerste helft van de 13e eeuw als onderdeel van de Duitse oostwaartse expansie. De kolonisten kwamen waarschijnlijk uit het gebied rond Schönhausen in de Altmark. Dit zou de plaatsnaam kunnen verklaren, die afwijkt van de Slavische namen van de omliggende dorpen, zoals Malchow of Marzahn. In de 14e eeuw werd het Hohen ervoor gezet om het te onderscheiden van Niederschönhausen. De Taborkerk werd vaaf 1230 gebouwd en is de oudste nog bestaande kerk van de plaats. 
Tijdens de Dertigjarige Oorlog werd het dorp grotendeels verwoest in 1626. Ook tijdens de Zevenjarige Oorlog, meer dan honderd jaar later werd Hohenschönhausen geplunderd. In 1911 werd een nieuw stadhuis gebouwd en in 1912 werd de naam van de gemeente gewijzigd in Berlin-Hohenschönhausen. In 1920 werd Hohenschönhausen dan een onderdeel van Groot-Berlijn en werd ingedeeld in het district Weißensee. 
Tijdens de Tweede Wereldoorlog werd Hohenschönhausen verschillende keren getroffen door luchtaanvallen. In de jaren zeventig werd een nieuwe wijk gebouwd in het noorden van het gebied dat later het aparte stadsdeel Neu-Hohenschönhausen werd. In 1985 werd Hohenschönhausen een apart district van Berlijn. Ook Malchow, Wartenberg en Falkenberg behoorden tot dit disctrict dat in 2001 opging in het district Lichtenberg.

## Bezienswaardigheden

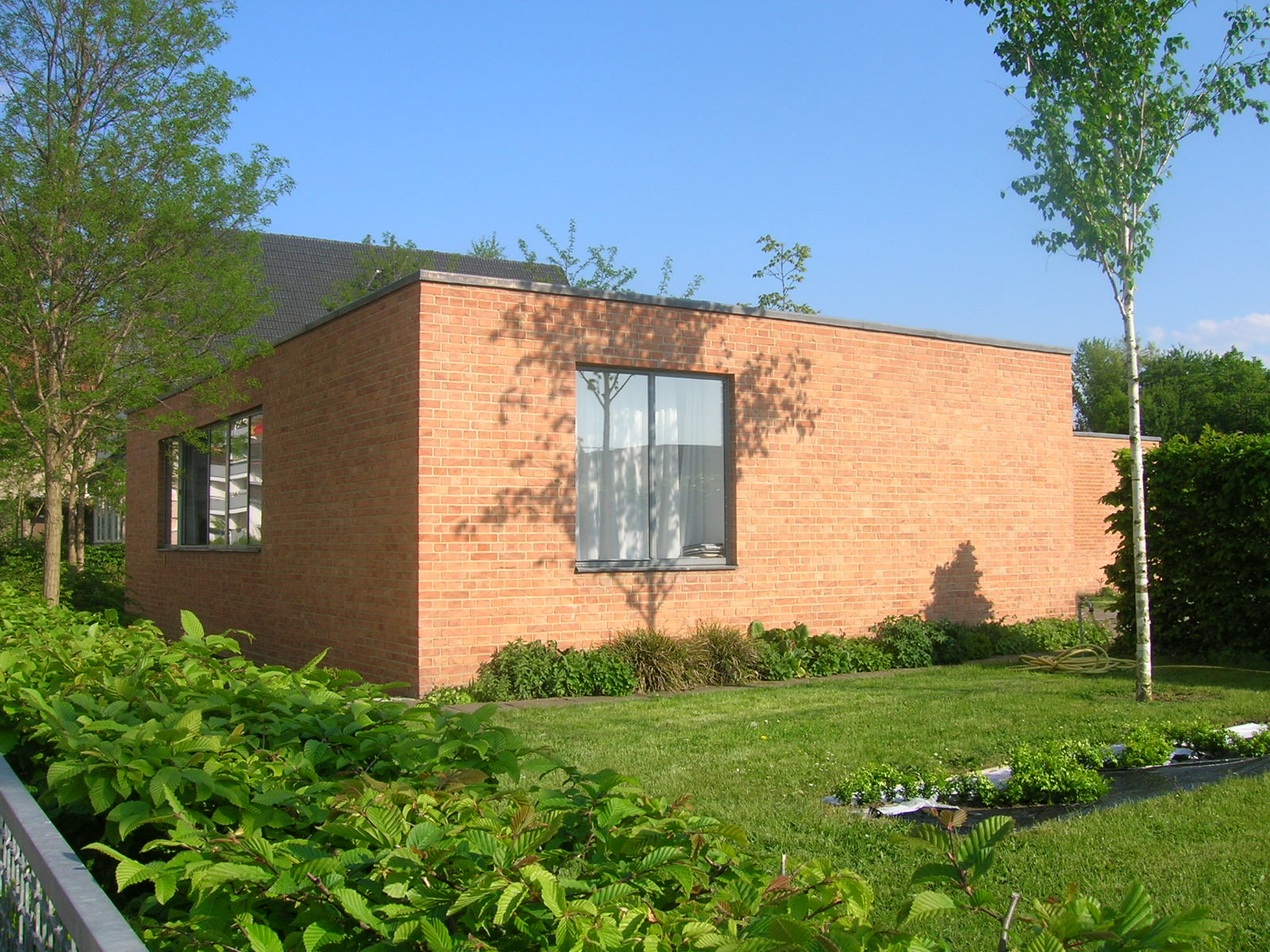
Mies van der Rohe Haus

In de oude dorpskern staan de oudste gebouwen: de dorpskerk, het "kasteel" Hohenschönhausen en het oude raadhuis.
Het bekendste gebouw van Hohenschönhausen is echter het Mies van der Rohe Haus, een museum voor de architect Mies van der Rohe, die het gebouw in het begin van de jaren '30 ontwierp.

## Sport
Het Sportforum Hohenschönhausen is de thuishaven van BFC Dynamo. Deze voetbalclub won van 1979 tot 1988 tien keer op rij de landstitel, geen enkele club uit Berlijn won vaker de landstitel dan Dynamo. Sinds de integratie van de Oost-Berlijnse clubs in het West-Duitse voetbal is de club wel weggezakt naar lagere reeksen. 

## Bron
- Dit artikel of een eerdere versie ervan is een (gedeeltelijke) vertaling van het artikel Berlin-Alt-Hohenschönhausen op de Duitstalige Wikipedia, dat onder de licentie Creative Commons Naamsvermelding/Gelijk delen valt. Zie de bewerkingsgeschiedenis aldaar.

Alt-Hohenschönhausen ·
Falkenberg ·
Fennpfuhl ·
Friedrichsfelde ·
Karlshorst ·
Lichtenberg ·
Malchow ·
Neu-Hohenschönhausen ·
Rummelsburg ·
Wartenberg